# Miranda (stato)
Miranda è uno Stato del Venezuela. Confina a nord con lo Stato di Vargas, a nord-est con il Mar dei Caraibi, a sud-est con lo Stato di Anzoátegui, a sud con gli Stati di Guárico e Aragua e ad ovest con il Distretto Capitale e lo stesso Aragua.
Il territorio dello Stato è molto vario, la parte settentrionale è attraversata dalla Cordigliera della Costa, a ovest si trovano le montagne di Los Teques separate dalla catena montuosa Serranìa del Interior dalla valle del fiume Tuy. A est invece si trova una zona pianeggiante con spiagge sabbiose.
Lo Stato comprende anche gran parte dell'area metropolitana di Caracas, che, fin dagli anni sessanta del Novecento, si era andata sviluppando al di fuori del territorio distrettuale di pertinenza (Distrito federal). Dal 2000 è stato istituito il Distretto Metropolitano di Caracas che ingloba il Distretto Capitale e quattro comuni dello Stato di Miranda, immediatamente ad est di questo: Chacao, Baruta, El Hatillo e Sucre.
Hector Rodriguez Castro è il governatore dalle elezioni regionali del Venezuela del 15 ottobre 2017.

## Comuni e capoluoghi
Lo Stato di Miranda comprende 21 comuni e 53 parrocchie.
I comuni sono:
1. Acevedo  (Caucagua)
2. Andrés Bello  (San José de Barlovento)
3. Baruta  (Nuestra Señora del Rosario)
4. Brión  (Higuerote)
5. Buroz  (Mamporal)
6. Carrizal  (Carrizal)
7. Chacao  (Chacao)
8. Cristóbal Rojas  (Charallave)
9. El Hatillo  (El Hatillo)
10. Guaicaipuro  (Los Teques)
11. Independencia  (Santa Teresa del Tuy)
12. Lander  (Ocumare del Tuy)
13. Los Salias  (San Antonio de los Altos)
14. Páez  (Río Chico)
15. Paz Castillo  (Santa Lucía)
16. Pedro Gual  (Cúpira)
17. Plaza (Guarenas)
18. Simón Bolívar  (San Francisco de Yare)
19. Sucre  (Petare)
20. Urdaneta  (Cúa)
21. Zamora  (Guatire)